# Campeonato Europeo de Lucha de 2007
El LIX Campeonato Europeo de Lucha se celebró en Sofía (Bulgaria) entre el 17 y el 22 de abril de 2007. Fue organizado por la Federación Internacional de Luchas Asociadas (FILA) y la Federación Búlgara de Lucha.
Las competiciones se realizaron en el Palacio de Deportes de Invierno.

## Países participantes
Participaron en total 429 luchadores (177 de grecorromana, 148 en libre masculina y 104 en libre femenina) de 39 federaciones nacionales de Europa:
| - Albania - Alemania - Armenia - Austria - Azerbaiyán - Bielorrusia - Bulgaria - Chipre - Croacia - Dinamarca | - Eslovaquia - Eslovenia - España - Estonia - Finlandia - Francia - Georgia - Grecia - Hungría - Irlanda | - Israel - Italia - Letonia - Lituania - Macedonia del Norte - Moldavia - Noruega - Países Bajos - Polonia - Portugal | - Reino Unido - República Checa - Rumania - Rusia - Serbia - Suecia - Suiza - Turquía - Ucrania |

## Resultados

### Lucha grecorromana masculina
| Evento | Oro                         | Plata                        | Bronce                                                       |
| ------ | --------------------------- | ---------------------------- | ------------------------------------------------------------ |
| 55 kg  | Rövşən Bayramov Azerbaiyán  | Zaur Kuramagomedov · Rusia   | Kristijan Fris · Serbia · Viuhar Rahimov · Ucrania           |
| 60 kg  | Eusebiu Diaconu · Rumania   | Stig-André Berge · Noruega   | Suren Hevorkian · Ucrania · Jarkko Ala-Huikku · Finlandia    |
| 66 kg  | Nikolai Guergov Bulgaria    | Olexandr Jvoshch · Ucrania   | Marcus Thätner · Alemania · Refik Ayvazoğlu · Turquía        |
| 74 kg  | Manuchar Kvirkvelia Georgia | Reto Bucher · Suiza          | Mijail Ivanchenko · Rusia · Valdemaras Venckaitis · Lituania |
| 84 kg  | Alexei Mishin · Rusia       | Jan Fischer · Alemania       | Andrea Minguzzi · Italia · Mélonin Noumonvi · Francia        |
| 96 kg  | Ramaz Nozadze Georgia       | Jimmy Lidberg · Suecia       | Vasili Teploujov · Rusia · Balázs Kiss · Hungría             |
| 120 kg | Jasan Baroyev · Rusia       | David Vála · República Checa | Jalmar Sjöberg · Suecia · İsmail Güzel · Turquía             |

### Lucha libre masculina
| Evento | Oro                               | Plata                        | Bronce                                                               |
| ------ | --------------------------------- | ---------------------------- | -------------------------------------------------------------------- |
| 55 kg  | Besik Kudujov · Rusia             | Marcel Ewald · Alemania      | Sezer Akgül Turquía Radoslav Velikov Bulgaria                        |
| 60 kg  | Vasyl Fedoryshyn · Ucrania        | Anatolie Guidea Bulgaria     | Gergő Wöller · Hungría · Murad Ramazanov · Macedonia                 |
| 66 kg  | Albert Batyrov · Bielorrusia      | Irbek Farniyev · Rusia       | Serafim Barzakov Bulgaria Ramazan Şahin Turquía                      |
| 74 kg  | Majach Murtazaliyev · Rusia       | Guela Saguirashvili Georgia  | Çamsulvara Çamsulvarayev · Azerbaiyán · Emzarios Bentinidis · Grecia |
| 84 kg  | Gueorgui Ketoyev · Rusia          | Taras Danko · Ucrania        | Árpád Ritter · Hungría · Serhat Balcı · Turquía                      |
| 96 kg  | Shirvani Muradov · Rusia          | Ruslan Sheijau · Bielorrusia | Shamil Guitinov Armenia Guiorgui Gogshelidze Georgia                 |
| 120 kg | Kuramagomed Kuramagomedov · Rusia | Serhi Priadun · Ucrania      | Alexi Modebadze Georgia Fatih Çakıroğlu Turquía                      |

### Lucha libre femenina
| Evento | Oro                          | Plata                          | Bronce                                                    |
| ------ | ---------------------------- | ------------------------------ | --------------------------------------------------------- |
| 48 kg  | Lorisa Oorzhak · Rusia       | Francine De Paola · Italia     | Sofia Mattsson · Suecia · Brigitte Wagner · Alemania      |
| 51 kg  | Zamira Rajmanova · Rusia     | Estera Dobre · Rumania         | Emese Barka · Hungría · María del Mar Serrano · España    |
| 55 kg  | Natalia Golts · Rusia        | Natalia Synyshyn · Ucrania     | Anna Gomis · Francia · Sofía Pumpuridu · Grecia           |
| 59 kg  | Ida-Theres Karlsson · Suecia | Marianna Sastin · Hungría      | Galina Leguenkina · Rusia · Anna Zwirydowska · Polonia    |
| 63 kg  | Stefanie Stüber · Alemania   | Aliona Kartashova · Rusia      | Monika Michalik · Polonia · Hanna Vasylenko · Ucrania     |
| 67 kg  | Anna Polovneva · Rusia       | Kateryna Burmistrova · Ucrania | Maria Müller · Alemania · Iryna Tsyrkevich · Bielorrusia  |
| 72 kg  | Stanka Zlateva Bulgaria      | Svitlana Sayenko · Ucrania     | Guiuzel Maniurova · Rusia · Agnieszka Wieszczek · Polonia |

## Medallero
| Núm. | País            | Oro | Plata | Bronce | Total |
| ---- | --------------- | --- | ----- | ------ | ----- |
| 1    | Rusia           | 11  | 3     | 4      | 18    |
| 2    | Bulgaria        | 2   | 1     | 2      | 5     |
| 2    | Georgia         | 2   | 1     | 2      | 5     |
| 4    | Ucrania         | 1   | 6     | 3      | 10    |
| 5    | Alemania        | 1   | 2     | 3      | 6     |
| 6    | Suecia          | 1   | 1     | 2      | 4     |
| 7    | Bielorrusia     | 1   | 1     | 1      | 3     |
| 8    | Rumania         | 1   | 1     | 0      | 2     |
| 9    | Azerbaiyán      | 1   | 0     | 1      | 2     |
| 10   | Hungría         | 0   | 1     | 4      | 5     |
| 11   | Italia          | 0   | 1     | 1      | 2     |
| 12   | Noruega         | 0   | 1     | 0      | 1     |
| 12   | República Checa | 0   | 1     | 0      | 1     |
| 12   | Suiza           | 0   | 1     | 0      | 1     |
| 15   | Turquía         | 0   | 0     | 6      | 6     |
| 16   | Polonia         | 0   | 0     | 3      | 3     |
| 17   | Francia         | 0   | 0     | 2      | 2     |
| 17   | Grecia          | 0   | 0     | 2      | 2     |
| 19   | Armenia         | 0   | 0     | 1      | 1     |
| 19   | España          | 0   | 0     | 1      | 1     |
| 19   | Finlandia       | 0   | 0     | 1      | 1     |
| 19   | Lituania        | 0   | 0     | 1      | 1     |
| 19   | Macedonia       | 0   | 0     | 1      | 1     |
| 19   | Serbia          | 0   | 0     | 1      | 1     |
|      | TOTAL           | 21  | 21    | 42     | 84    |